# Foldebjerg
Et foldebjerg er et bjerg, som er opstået, på grund af tektoniske plader, der støder sammen. Et eksempel er Himalaya -bjergkæden. De bjerge er alle foldebjerge, som er blevet skabt af de to kontinentplader: Den Eurasiske Plade, og den Indo-Australske Plade.